# هینک ۱۸۴۲
سیارک ۱۸۴۲ (به انگلیسی: 1842 Hynek، نامگذاری:1972AA) هزار و هشتصد و چهل و دومین سیارک کشف شده‌است که در ۱۴ ژانویه ۱۹۷۲ کشف شد.
قدر مطلق سیارک برابر ۱۲٫۴۱ است.